# Anoraknophobia
Anoraknophobia — двенадцатый студийный альбом британской рок-группы Marillion из Эйлсбери (графство Бакингемшир). Он был выпущен 7 мая 2001 года. Альбом считается первым случаем музыкальной записи, полностью профинансированной фанатами в рамках уникальной на тот момент кампании по сбору средств, поскольку 12 674 копии были предварительно заказаны ещё до записи альбома.
Пытаясь отойти от своего нео-прогового прошлого и добиться современного звучания, Marillion ввели в альбом элементы рэпа, грува, фанка, трип-хопа, блюза, джаза и даба. Хотя альбом получил несколько положительных отзывов, он не имел значительного коммерческого успеха, а его единственный сингл, «Between You and Me», не попал в чарты. Группа поддержала Anoraknophobia шестимесячным европейским турне.

## Отзывы
| Оценки критиков | Оценки критиков |
| Источник        | Оценка          |
| --------------- | --------------- |
| AllMusic        | [ 4 ]           |
| Classic Rock    | [ 5 ]           |
| Kerrang!        | [ 6 ]           |
| Q               | [ 7 ]           |

Anoraknophobia получил положительные и смешанные отзывы критиков.
Рецензент AllMusic Эндрю Хэмлин раскритиковал группу за «высокую „цену“ их нового проекта» и назвал вышеупомянутый «вызов» дерзким. Он признал, что «это странное самообладание, кажущееся щёлканьем пальцами, переносится на альбом на нескольких уровнях» . Филипп Уайлдинг из журнала Classic Rock оценил альбом в четыре звезды из пяти и описал его как «коллекцию, полную изящества и упорства, вдумчивую и провоцирующую на размышления, не лишённую моментов настоящей ясности и красоты». Хогарт похвалил свой вокал, который «редко звучал лучше». По мнению Кэтрин Чемберс из журнала Kerrang!, было шокирующим, что Anoraknophobia, вызывающая «довольно современное ощущение благодаря стильной смеси блюза, кантри и даже трип-хопа», оказалась «на самом деле чертовски хороша» после того, как Marillion выпустили множество плохо принятых записей. Стюарт Макони был более критичен к альбому в своей рецензии для журнала Q, оценив его всего в две звезды из пяти. Он написал: «Стив Хогарт гораздо веселее, чем Фиш, но тон все равно такой же архаичный и самовлюблённый, как в поэтическом журнале шестого уровня». Он похвалил «Between You and Me», положительно сравнив её с Crowded House и U2, но раскритиковал группу за музыкальное самолюбование, особенно в 11-минутной «This is the 21st Century». Макони заключил: «Очевидно, что Marillion умеют играть. Если бы только они не играли так много».

## Список композиций
Все тексты написаны Стив Хогарт, кроме "Map of the World", где Хогарт и Nick Van Eede, вся музыка написана Marillion.
| №                   | Название                                       | Длительность |
| ------------------- | ---------------------------------------------- | ------------ |
| 1.                  | «Between You and Me»                           | 6:27         |
| 2.                  | «Quartz»                                       | 9:08         |
| 3.                  | «Map of the World»                             | 5:01         |
| 4.                  | «When I Meet God»                              | 9:16         |
| 5.                  | «The Fruit of the Wild Rose»                   | 6:58         |
| 6.                  | «Separated Out»                                | 6:15         |
| 7.                  | «This Is the 21st Century»                     | 11:05        |
| 8.                  | «If My Heart Were a Ball It Would Roll Uphill» | 9:30         |
| Общая длительность: | Общая длительность:                            | 63:31        |

| №                   | Название                                            | Длительность |
| ------------------- | --------------------------------------------------- | ------------ |
| 1.                  | «Number One»                                        | 2:48         |
| 2.                  | «Fruit of the Wild Rose» (demo)                     | 6:20         |
| 3.                  | «Separated Out» (demo)                              | 6:04         |
| 4.                  | «Between You and Me» (Mark Kelly remix)             | 5:08         |
| 5.                  | «Number One» (enhanced video, recording demo)       |              |
| 6.                  | «Map of the World» (enhanced video, recording demo) |              |
| Общая длительность: | Общая длительность:                                 | 20:20        |

## Чарты
| Чарт (2001)                   | Высшая позиция |
| ----------------------------- | -------------- |
| Нидерланды (Album Top 100)    | 67             |
| Франция (SNEP)                | 62             |
| Германия (Offizielle Top 100) | 42             |